# Tharra nauskoides
Tharra nauskoides är en insektsart som beskrevs av Rauno E. Linnavuori 1960. Tharra nauskoides ingår i släktet Tharra och familjen dvärgstritar. Inga underarter finns listade i Catalogue of Life.